# Ognjen Cvitan
Ognjen Cvitan (Šibenik, 10. listopada 1961.), hrvatski šahovski velemajstor i bivši juniorski prvak svijeta.

## Igračka karijera
Pod vodstvom je Ivana Nemeta osvojio naslov juniorskog prvaka svijeta 1981. godine u Meksiku, što predstavlja jedan od najvećih uspjeha hrvatskog šaha. Šest godina kasnije, 1987., postaje šahovski velemajstor, a 1989. je zaigrao za jugoslavensku šahovsku reprezentaciju, s kojom je osvojio srebrno odličje.
Dugogodišnji je igrač hrvatske reprezentacije. Brojno je puta nastupio za Hrvatsku, od toga pet puta na šahovskim olimpijadama.

## Trenerska karijera
Član je ŠK Rijeka od 2003. godine, u kojem djeluje kao FIDE trener i odgaja mlade uzrastaje s velikim uspjehom.
Prije toga je već radio kao trener mladih hrvatskih šahista i šahistica, među ostalim i Lare Stock, koje je 2002. i 2004. osvojila naslov europske i svjetske prvakinje u konkurenciji kadetkinja. To je ujedno i najveći uspjeh hrvatskog ženskog šaha ikad.
Trener je mnogih nadarenih mladih šahista, između ostaloga i mlade nade hrvatskog šaha, Erika Golubovića.

## Stil igre
Cvitan gotovo isključivo otvara s 1. d4 ili 1. Sf3, a s crnima najčešće igra Siclijansku obranu, Odbijeni damin gambit, Slavensku obranu te Kraljevu indijku.
Poznat je po svojoj čuvenoj partiji protiv slovačkog velemajstora Ftačnika. U njoj Cvitan igra Kraljevu indijku s crnima i sjajnom žrtvom dame razara obranu bijeloga kralja čime prisiljava Slovaka na predaju partije.

## Uspjesi
- 1980. juniorski prvak Jugoslavije
- 1981. svjetski juniorski prvak.
- nagrada grada Rijeke
- nagrada sedam sekretara SKOJ-a
- 1992. šahovska olimpijada u Manili, odličje za najbolji rezultat na 4. ploči (8 bodova iz 10 susreta)
- pojedinačni prvak Hrvatske 1992. godine
- višestruki pobjednik hrvatskih i stranih šahovskih turnira